# Josef Bürckel

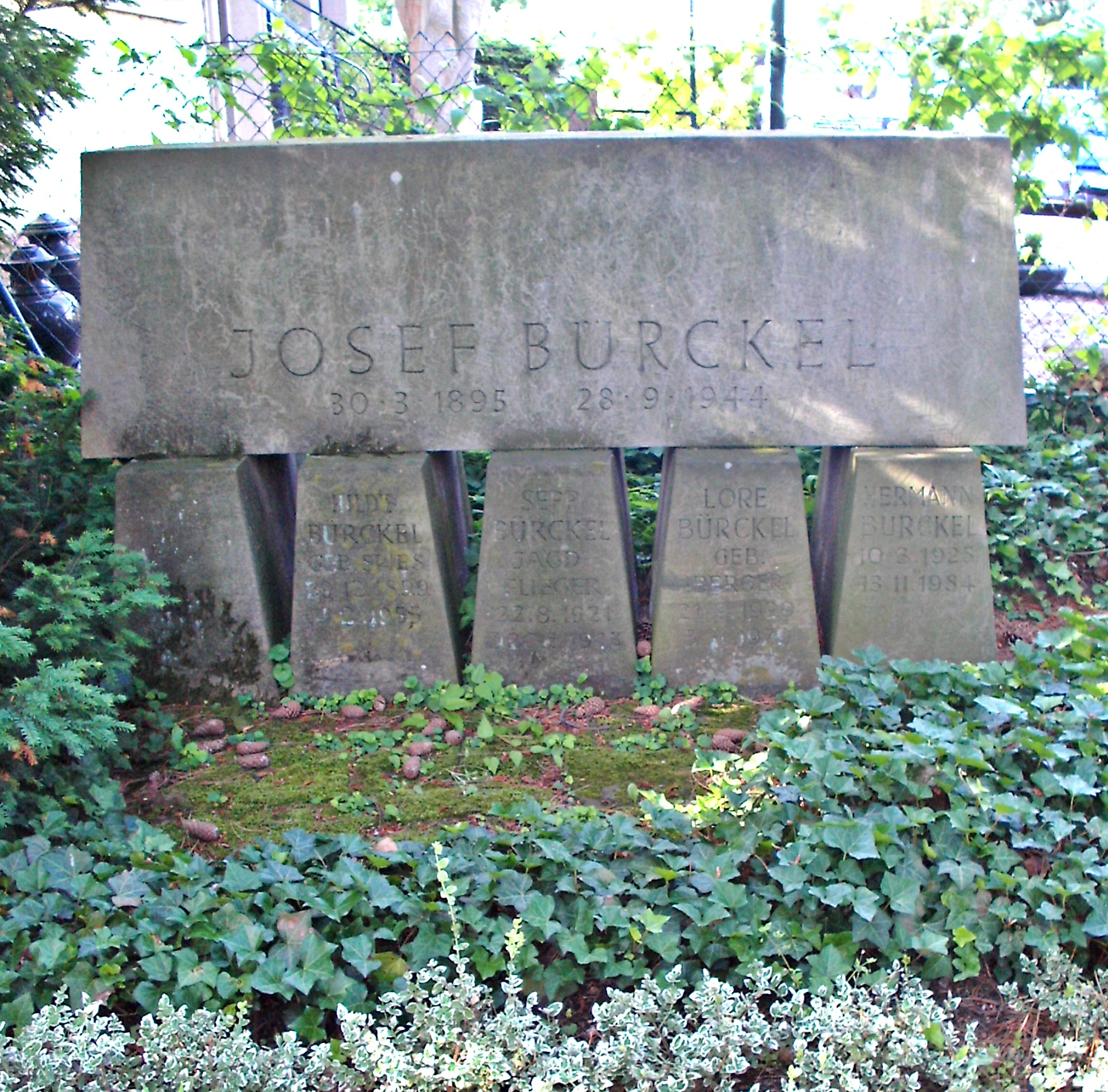
Josef Bürckels gravplats i Neustadt an der Weinstraße.

Josef Bürckel, född 30 mars 1895 i Lingenfeld, död 28 september 1944 i Neustadt, var en tysk nazistisk politiker. Han var Gauleiter i Saarpfalz (senare benämnt Gau Westmark) från 1926 till 1944. Mellan 1939 och 1940 var han även Gauleiter i Reichsgau Wien. Bürckel var Obergruppenführer i både SA och NSKK samt Gruppenführer i Schutzstaffel (SS).

## Biografi
Bürckel är bland annat känd för den så kallade Wagner-Bürckel-Aktion, som innebar deportation av 6 500 judar till interneringslägret Gurs i södra Frankrike. Aktionen genomfördes i samarbete med Robert Wagner, chef för civilförvaltningen i det ockuperade Elsass.
Allierade trupper tågade in i Lothringen i september 1944. Bürckel skall då ha begått självmord tillsammans med sin hustru. Enligt dödsattesten avled Bürckel av cirkulationssvikt.